# Изложба „Тридесет година Удружења ликовних уметника Србије”
Изложба „Тридесет година Удружења ликовних уметника Србије” се одржала у периоду од 11. децембра 1975. до 11. јануара 1976. године у Уметничком павиљону „Цвијета Зузорић” у Београду.

## Организациони одбор
Организациони одбор изложбе чинили су:
- Михаило Петров
- Бранко Станковић
- Мира Сандић
- Никола Јанковић
- Светислав Ђурић
- Миодраг Нагорни
- Нусрет Хрвановић

## Излагачи

### Сликарство
1. Анте Абрамовић
2. Ђорђе Андрејевић Кун
3. Крста Андрејевић
4. Милета Андрејевић
5. Даница Антић
6. Момчило Антоновић
7. Мирослав Арсић
8. Стојан Аралица
9. Милош Бајић
10. Михаил Беренђија
11. Јован Бијелић
12. Никола Бешевић
13. Славољуб Богојевић
14. Љиљана Блажеска
15. Милан Блануша
16. Вера Божичковић Поповић
17. Слободан Богојевић
18. Милан Божовић
19. Ђорђе Бошан
20. Војтех Братуша
21. Мира Бртка
22. Боса Валић
23. Здравко Вајагић
24. Игор Васиљев
25. Павле Васић
26. Растко Васић
27. Чедомир Васић
28. Владимир Величковић
29. Лазар Возаревић
30. Душан Влајић
31. Миодраг Вујачић Мирски
32. Бета Вукановић
33. Лазар Вујаклија
34. Синиша Вуковић
35. Живан Вулић
36. Душан Гавела
37. Шемса Гавран Капетановић
38. Слободан Гавриловић
39. Оливера Галовић
40. Недељко Гвозденовић
41. Драгомир Глишић
42. Милош Гвозденовић
43. Никола Граовац
44. Оливера Грбић
45. Боривој Грујић
46. Винко Грдан
47. Радомир Дамњановић
48. Мило Димитријевић
49. Ксенија Дивјак
50. Властимир Дискић
51. Дана Докић
52. Марио Ђиковић
53. Светислав Ђурић
54. Заре Ђорђевић
55. Миленко Жарковић
56. Маша Живкова
57. Јован Зоњић
58. Сафет Зец
59. Матија Зламалик
60. Богољуб Ивковић
61. Оља Ивањицки
62. Бошко Илачевић
63. Душан Јанковић
64. Александар Јеремић Цибе
65. Ђорђе Илић
66. Љубодраг Јанковић Јале
67. Богољуб Јовановић
68. Љубинка Јовановић Михаиловић
69. Милан Јовановић
70. Гордана Јовановић
71. Вера Јосифовић
72. Радислав Тркуља
73. Богомил Карлаварис
74. Оливера Кангрга
75. Милан Керац
76. Деса Керечки Мустур
77. Милан Коњовић
78. Милан Кечић
79. Илија Костов
80. Јарослав Кратина
81. Ана Крижанић Марић
82. Пјер Крижанић
83. Марко Крсмановић
84. Јован Кукић
85. Чедомир Крстић
86. Мајда Курник
87. Александар Кумрић
88. Драгомир Лазаревић
89. Светолик Лукић
90. Гордана Лазић
91. Петар Лубарда
92. Иван Лучев
93. Стеван Максимовић
94. Александар Луковић
95. Зоран Мандић
96. Здравко Мандић
97. Милан Маринковић Циле
98. Војислав Марковић
99. Мома Марковић
100. Марио Маскарели
101. Душан Машовић
102. Слободана Матић
103. Душан Миловановић
104. Вера Милосављевић Ћирић
105. Предраг Пеђа Милосављевић
106. Олга Милуновић Богдановић
107. Мило Милуновић
108. Бранимир Минић
109. Бранко Миљуш
110. Милун Митровић
111. Милорад Бата Михаиловић
112. Раденко Мишевић
113. Марклен Мосијенко
114. Душан Мишковић
115. Миодраг Нагорни
116. Живорад Настасијевић
117. Добривоје Николић
118. Миливој Николајевић
119. Мирјана Николић Пећинар
120. Сава Николић
121. Анкица Опрешник
122. Петар Омчикус
123. Јосипа Пепа Пашћан
124. Лепосава Павловић
125. Чедомир Павловић
126. Слободан Пејовић
127. Михаило Петров
128. Јефто Перић
129. Градимир Петровић
130. Бошко Петровић
131. Зоран Петровић
132. Зора Петровић
133. Миодраг Петровић
134. Моша Пијаде
135. Јелисавета Петровић
136. Слободан Петровић
137. Васа Поморишац
138. Ђорђе Поповић
139. Зора Поповић
140. Милан Поповић
141. Љуба Поповић
142. Миодраг Мића Поповић
143. Мирко Попуча
144. Миодраг Протић
145. Божидар Продановић
146. Бранислав Протић
147. Иван Радовић
148. Ђуро Радоњић
149. Фрањо Радочај
150. Јован Рикиџић
151. Рисим Рисимовић Богић
152. Душан Ристић
153. Здравко Секулић
154. Светозар Самуровић
155. Љубица Сокић
156. Федор Соретић
157. Мартин Соларжик
158. Слободан Сотиров
159. Младен Србиновић
160. Бранко Станковић
161. Милић Станковић
162. Вељко Станојевић
163. Боривоје Стевановић
164. Едуард Степанчић
165. Милица Стевановић
166. Владимир Стојановић
167. Тодор Стевановић
168. Драгослав Стојановић Сип
169. Живко Стојсављевић
170. Светислав Страла
171. Иван Табаковић
172. Тања Тарновска
173. Ђурђе Теодоровић
174. Невена Теокаровић Вујачић
175. Александар Томашевић
176. Вањек Тивадар
177. Војислав Тодорић
178. Мирко Тримчевић
179. Стојан Трумић
180. Живојин Турински
181. Лепосава Туфегџић
182. Стојан Ћелић
183. Милорад Ћирић
184. Јелена Ћирковић
185. Фило Филиповић
186. Антон Хутер
187. Коста Хакман
188. Сабахадин Хоџић
189. Драгутин Цигарчевић
190. Милица Чуђевић
191. Славољуб Чворовић
192. Милан Цмелић
193. Јадвига Четић
194. Марко Челебоновић
195. Милена Чубраковић
196. Милан Четић
197. Оливера Чохаџић Радовановић
198. Леонид Шејка
199. Томислав Шебековић
200. Александар Шиверт
201. Миленко Шербан

### Графика и цртеж
1. Ђорђе Андрејевић Кун
2. Драгиша Андрић
3. Мирослав Арсић
4. Стерјос Арванитидис
5. Лазар Вујаклија
6. Биљана Вуковић
7. Миливој Грујић Елим
8. Сретко Дивљан
9. Цветан Димовски
10. Емир Драгуљ
11. Живко Ђак
12. Марио Ђиковић
13. Душан Ђокић
14. Милан Жунић
15. Милица Јелић
16. Љубомир Ивановић
17. Дејан Илић
18. Александар Јеремић Цибе
19. Зоран Јовановић Добротин
20. Првослав Пиво Караматијевић
21. Емило Костић
22. Илија Костов
23. Бошко Карановић
24. Велизар Крстић
25. Стеван Кнежевић
26. Радован Крагуљ
27. Марко Крсмановић
28. Богдан Кршић
29. Соња Ламут
30. Александар Луковић
31. Бранислав Макеш
32. Бранислава Марић
33. Даница Масниковић
34. Милан Мартиновић
35. Вила Мемнуна Богданић
36. Душан Матић
37. Вукосава Мијатовић Теофановић
38. Бранко Миљуш
39. Мило Милуновић
40. Ратомир Мешић
41. Миодраг Нагорни
42. Миливој Николајевић
43. Вукица Обрадовић Драговић
44. Љиљана Павловић
45. Живка Пајић
46. Михаило Петров
47. Божидар Продановић
48. Миомир Радовић
49. Младен Србиновић
50. Милан Станојев
51. Добри Стојановић
52. Трајко Стојановић Косовац
53. Слободан Стојиљовић
54. Зорица Тасић
55. Александар Томашевић
56. Халил Тиквеша
57. Зуко Џумхур
58. Стојан Ћелић
59. Милош Ћирић
60. Јелена Ћирковић
61. Златана Чок
62. Славољуб Чворовић
63. Нусрет Хрвановић
64. Бранко Шотра

### Вајарство
1. Борис Анастасијевић
2. Ратко Вулановић
3. Светомир Арсић Басара
4. Ана Бешлић
5. Коста Богдановић
6. Стеван Бондаров
7. Милан Верговић
8. Дарослава Вијоровић
9. Милун Видић
10. Матија Вуковић
11. Ангелина Гаталица
12. Венија Вучинић Турински
13. Радмила Граовац
14. Нандор Глид
15. Франко Динчић Менегело
16. Анте Гржетић
17. Александар Зарин
18. Душан Ђокић
19. Милан Жунић
20. Лојзе Долинар
21. Никола Јанковић
22. Војислав Јакић
23. Вида Јоцић
24. Мира Јуришић
25. Олга Јеврић
26. Илија Коларовић
27. Јулијана Киш
28. Антон Краљић
29. Владимир Комад
30. Милован Крстић
31. Момчило Крковић
32. Предраг Лисичић
33. Ото Лого
34. Анте Мариновић
35. Драгомир Милеуснић
36. Небојша Митрић
37. Петар Палавичини
38. Миодраг Миша Поповић
39. Мира Сандић
40. Сава Сандић
41. Милош Сарић
42. Јован Солдатовић
43. Ратимир Стојадиновић
44. Живојин Стефановић
45. Татјана Стефановић Зарин
46. Ристо Стијовић
47. Сретен Стојановић
48. Милорад Ступовски
49. Славка Петровић Средовић
50. Тома Росандић
51. Славољуб Радојчић
52. Ђорђије Црнчевић
53. Милорад Тепавац
54. Милан Четник
55. Јелисавета Шобер Поповић